# Guy Georges
Pour les articles homonymes, voir Guy Georges (homonymie).
Ne doit pas être confondu avec Guy Georges Amachoukeli.
Guy Georges, de son nom de naissance Guy Rampillon, né le 15 octobre 1962 à Vitry-le-François (France), est un tueur en série et un violeur en série français actif pendant les années 1980 et les années 1990 en France. Il est condamné le 5 avril 2001, pour sept meurtres, à la réclusion criminelle à perpétuité assortie d'une période de sûreté de vingt-deux ans.

## Biographie

### Enfance
Guy Rampillon naît le 15 octobre 1962 à Vitry-le-François. Son père, George Cartwright, soldat afro-américain, est cuisinier sur la base américaine de l'OTAN de Marly-le-Roi, de passage en France et déjà marié aux États-Unis. Sa mère, Hélène Rampillon, angevine, est montée à Marly-le-Roi travailler « au bouchon » dans les bars américains. En avril 1961, elle a eu un premier fils prénommé Stéphane, né de père inconnu. Ce premier enfant est élevé par les parents d'Hélène.
Guy Rampillon est rapidement renié et abandonné par sa mère, et rejeté par ses grands-parents maternels pour qui cela fait déjà le deuxième produit de relations extraconjugales avec des GIs. De plus, donner naissance à un enfant métis était « intolérablement stigmatisé » à Angers.
Hélène Rampillon part alors vivre en Californie avec Stéphane. Elle refera sa vie loin de son deuxième fils et ne le verra jamais lors de ses brefs retours en France. Guy Rampillon est d'abord placé à Angers chez des nourrices qu'Hélène ne peut pas — ou ne veut pas — payer puis confié le 9 mai 1963 à la DDASS qui le place dès le 4 juin 1963 dans la banlieue d'Angers, chez la famille Morin qui compte cinq enfants. Mme Jeanne Morin avait déjà eu par la DDASS un enfant noir qu'elle avait pleuré quand on le lui avait repris. Guy George est accueilli comme un enfant de substitution. Il révèle très tôt un caractère solitaire au sein de cette famille nombreuse constituée de treize enfants adoptés, puis, très vite, un tempérament violent et agressif.
Sa mère n'ayant pas signé les papiers officiels d'abandon, il ne peut être adopté.

#### Liquidation d'identité
Le 2 février 1966, la DDASS constate « l'état d'abandon » de Guy Rampillon, bientôt pupille de l'État sous le matricule 5086.
Afin de faciliter son adoption, par décision de justice le 23 février 1968, son nom de naissance (Rampillon), qui est celui de sa mère, est remplacé par un patronyme (Georges) provenant du prénom de son père. Son acte de naissance est remplacé par un faux ; un acte qualifié par les psychiatres comme « mort généalogique », une pratique courante jusqu'à son interdiction en 1996 en tant que violation des droits fondamentaux. Le Dr Henri Grynzspan, un des psychiatres ayant examiné Guy Georges, affirme : « C'est parmi ces sujets de mort généalogique que l'on rencontre le plus souvent des enfants qui transgressent les lois de façon violente et agressive ».
Guy Georges demeurera hanté par la question de ses origines et l'identité de son père. Dans les squats où il vit plus tard, il prétend être le fils d'un héros de guerre, général de l'OTAN. Même au moment de son arrestation, il est décrit par la presse comme « Antillais » ; la vérité sur ses origines ne fut révélée que deux ans après le début des interrogatoires. Ces révélations eurent un effet profond sur la personnalité et la confiance en soi de Guy Georges. En novembre 2000, avant le début de son procès, son premier avocat de la défense, François Honnorat, décrit : « Quand on lui annonça enfin le nom de son père, ce fut comme s'il était né de nouveau. Il bondissait de joie. Il avait retrouvé l’identité qu’il a recherchée toute sa vie. Être américain a accru sa suffisance et confiance en soi. Avant d'apprendre la nouvelle, il était prêt à reconnaître ses crimes aux assises pour épargner aux familles davantage de souffrance. Maintenant, il veut s’attaquer à l’ensemble du système ».

### Adolescence
Sa scolarité est chaotique : après avoir redoublé le CM1, il entre en sixième de transition en septembre 1974, au collège privé Notre-Dame, à Baugé en Maine-et-Loire,. Solitaire, ses loisirs consistent à se promener dans les bois et à chasser, à l'exemple de Joe l'Indien, personnage des Aventures de Tom Sawyer, avec deux de ses frères adoptifs ; il traque, capture et vide lui-même le gibier qu'il trouve.
En novembre 1976, à 14 ans, il tente d'étrangler de ses mains une de ses sœurs adoptives, Roselyne Derouineau, handicapée mentale, qu'il apprécie pourtant. Cet incident est passé sous silence par les Morin, sur les conseils du Dr Longereau, qui soigna Roselyne, soucieux de laisser une chance à Guy,.
Le 31 mars 1978, à 15 ans, il récidive en agressant Christiane, sœur de Roselyne, en tentant de l'étrangler avec un pied de tabouret fait de fer. Dans les deux cas, il semble avoir agi par pulsion sauf pour Christiane qui le « balançait », d’après ses mots, dès qu’il commettait un méfait, ce qui l’a énervé au fil du temps. Inquiète pour ses autres filles, Mme Morin obtient le renvoi de Guy Georges dans le foyer de La Marmitière, spécialisé pour les jeunes en difficulté,,.
Malgré un meilleur encadrement, le cas du jeune homme ne s'améliore pas.
Le 6 février 1979, il agresse la jeune Pascale C. à sa descente de bus. Après une tentative de racket, il tente de l'étrangler mais la jeune fille parvient à s'échapper. Arrêté par la police, il est placé en détention provisoire, mais est relâché une semaine plus tard. Totalement seul à sa sortie de prison, rejeté par sa famille d'accueil, Georges déprime et se met à boire.
En mai 1980, il rechute dans ses crises de folie et agresse successivement Jocelyne S. puis Roselyne C. Pour cette dernière, l'agression est très violente puisque Georges poignarde sa victime à la joue. Arrêté de nouveau, il est placé en détention provisoire à la prison d'Angers pour ces faits d'agression avec violence. Georges est condamné à un an de prison ferme.
Il sort de prison le 10 février 1981, après neuf mois de détention. Georges ne fait l'objet d'aucun suivi spécialisé et décide de s’installer à Paris, avec un de ses frères adoptifs, après une expérience dans un foyer de jeunes majeurs à Angers ; il finance ce voyage en s'emparant de 20 000 F dans la caisse de ce foyer,.

### Militant politique et voyou indic
Des témoignages de personnes ayant vécu avec lui font état de ses liens avec les Renseignements généraux (RG) depuis 1994, quand il habitait au squat « Saint-Sauveur », et auparavant au squat de la rue Didot. Paul Webster du Guardian écrit que « après avoir affirmé avoir été récemment libéré pour vol à main armée, il s'est vaguement intéressé aux manifestations de gauche d'un collectif vaguement affilié à des groupes contestataires en se joignant à des raves nocturnes dans les vastes caves de la rue Didot, où boisson, drogue et sexe étaient facilement accessibles ».

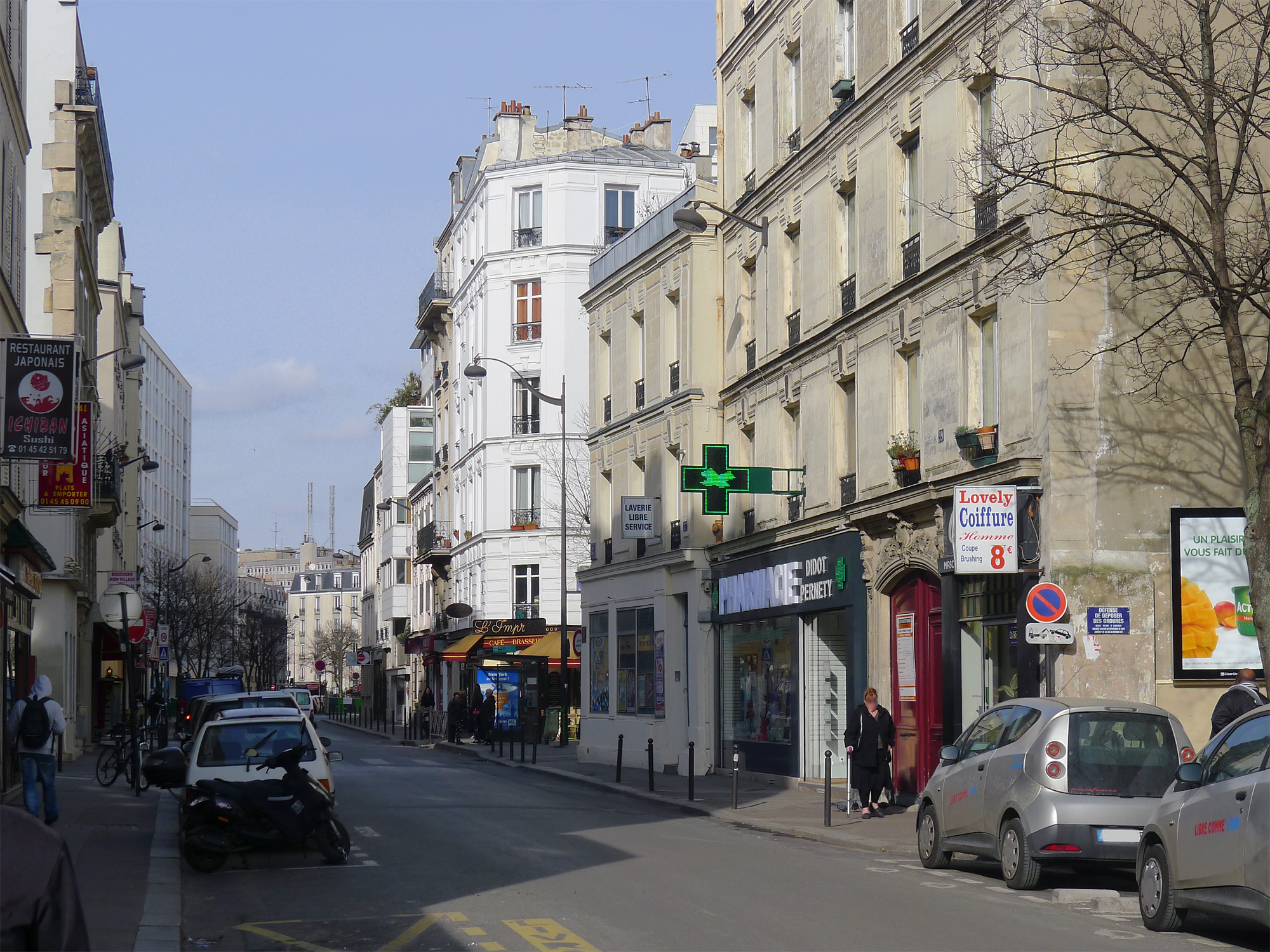
La rue Didot, dans le 14e arrondissement.

Deux écrivains ayant habité avec lui à ce moment en ont témoigné — Lola Lafon, au cours d'une émission de télévision, et Philippe Tersand, dans son livre Guy Georges. Un ami insoupçonnable ? —, ainsi qu’un ancien photographe du journal Paris Match, Yan Morvan, ayant fréquenté Guy Georges lorsqu'il se faisait appeler Jo et qu'il infiltrait le milieu des squats politiques. Guy Georges et un acolyte non nommé par Morvan (qui était le dealer de la rédaction de Paris Match et plus tard s'avèrera être un tueur lui-même) auraient ainsi reçu une « protection relative » de la part des RG en échange de leurs informations sur les activités de l'association Droit au logement.
Au squat, Guy Georges était connu sous le nom de Joe, d'après l'Indien des Aventures de Tom Sawyer, et prétendait être récemment libéré après 13 ans de réclusion pour un braquage de banque. Il passa deux ans au squat, fréquenté par des « militants agités, des drogués et des marginaux », « portant ses baguettes dans une poche arrière, se vantant d'exploits criminels inventés et exprimant sa haine des homosexuels et des skinheads », écrit Paul Webster du Guardian. Philippe Dusanter, un psychiatre et militant CNT l'ayant connu à cette époque, dit avoir été trompé par son « attitude à la Belmondo — le petit escroc vraiment cool qui a déclaré qu'il venait d'être libéré après 13 ans de détention pour braquage de banque. Il était serviable, cohérent, poli et décontracté, prêt à arbitrer les différends, notamment lorsque notre activité politique était transférée dans un immeuble de la rue Saint-Sauveur, un squat crasseux près des Halles ». Il ajoute : « Il ne s'identifiait pas aux squatteurs moyens : il les considérait comme des épaves humaines. Personne ne le soupçonnait de crimes sexuels. Mais, en regardant en arrière, on se souvient qu'il avait pleuré à trois reprises qui coïncidaient avec des meurtres. Il a dit à un ami que des proches étaient décédés ». Guy Georges déclarera lors de son interrogatoire : « Si un homme a tué une femme, il la pleurerait sûrement ».
Claire, la fille du journaliste Paul Webster cité précédemment, a également connue « Joe », le décrivant comme « charmant et protecteur envers les femmes, surtout si elles souffraient de détresse mentale ». Elle décrit qu'il avait de nombreuses petites amies ; l'une d'entre elles, Sandrine, dira qu'il lui faisait l'amour huit fois par jour et parlait constamment de fonder une famille.

## Parcours criminel

### Années d'errance et premiers crimes
À Paris en 1981, Guy Georges vole et se prostitue auprès d'une clientèle masculine. C'est à cette période qu'il sévit pour la première fois dans la capitale.
Le 16 novembre 1981, Nathalie L., 18 ans, est agressée dans son immeuble alors qu'elle rentrait chez elle. Après avoir été violée, elle est poignardée et laissée pour morte par son agresseur. Blessée très gravement, la jeune femme survit pourtant à l'agression. Guy Georges, qui est âgé de 19 ans, n'est pas inquiété par la justice, qui conclut à un non-lieu. Il s'agit de son premier crime connu qui précède une longue carrière avant une réponse pénale.
En février 1982, Georges se fait arrêter dans le cadre d'une affaire de vol. Il est placé en détention provisoire pour ce délit. Condamné à cinq mois de prison, il est expédié à la maison d'arrêt de Fleury-Mérogis. Il est libéré le 30 mai 1982.
Huit jours plus tard, le 7 juin 1982, Georges agresse Violette K. dans un parking souterrain du 16e arrondissement : il tente de la violer, la poignarde et tente de l'étrangler. La jeune femme parvient à s'enfuir. Guy Georges est repris par la police quelques jours plus tard puis placé en détention provisoire pour ces faits d'agression sexuelle et attentat à la pudeur.
Guy Georges comparaît le 10 février 1983, devant le Tribunal judiciaire de Paris pour agression sexuelle et attentat à la pudeur. Il est condamné à 30 mois de prison ferme, qu'il purge partiellement à la prison d'Écrouves en Lorraine.
Le 27 février 1984, après un an et demi de prison, Guy Georges obtient une permission de sortie pour bonne conduite. Il a alors 21 ans. Le soir même, il viole, à l'aide d'une arme, Pascale Nix dans sa voiture : celle-ci est poignardée mais parvient à s'échapper. La police arrête Georges au cours de la soirée. Guy Georges est placé en détention provisoire, inculpé de viol sous la menace d'une arme.
Le 5 juillet 1985, Guy Georges comparaît devant la cour d'assises de Meurthe-et-Moselle à Nancy. Durant le procès, Georges est défendu par Jean-Pierre Morin. L'avocat général requiert quinze ans de prison mais, grâce à la plaidoirie de Me Morin, Guy Georges sera condamné à une peine de 10 ans de réclusion criminelle.

### Le «tueur de l'Est parisien»
Le 18 janvier 1991, bénéficiant d'un régime de semi-liberté, Guy Georges en profite un soir pour ne pas se présenter à la prison de Caen dont il dépend. Il s'enfuit alors à Paris et vit dans différents squats de l'est de la capitale. Guy Georges tue pour la première fois, assouvissant une pulsion latente et trouvant ainsi le moyen de ne plus avoir de plaignante capable de le dénoncer.
Dans la nuit du 24 au 25 janvier 1991, il aperçoit Pascale Escarfail, dix-neuf ans, alors qu'il est à la terrasse d'un café. Il la suit jusqu'à la rue Delambre, pénètre dans l'immeuble avec facilité (car la porte en fer forgé se referme lentement), la double dans la cage d'escalier, entre de force dans le petit appartement de la jeune femme et la viole. Pascale se débat. Il la frappe de trois coups de couteau à la gorge.
Guy Georges se constitue prisonnier, le 17 février 1991, dans un commissariat parisien. Il est incarcéré à la prison de Caen puis condamné à une peine de huit mois pour cette évasion, qui vient s'ajouter aux dix ans de prison qu'il purge encore en fin de peine.
Il est libéré le 4 avril 1992 et sévit de nouveau à Paris quelques jours plus tard.
Le 22 avril 1992, Guy Georges agresse Éléonore D. dans un hall d'immeuble. Sa victime parvient à s'échapper et prévient les forces de l'ordre qui arrêtent Guy Georges. Il est placé en détention provisoire et condamné à cinq ans de prison dont trois avec sursis : ce qui le condamne à 2 ans de prison ferme.
Il est libéré le 5 novembre 1993, après un an et demi de détention.
Deux mois plus tard, le 7 janvier 1994, Guy Georges assassine Catherine « Cathy » Rocher (vingt-sept ans), dans un parking souterrain, après l'avoir violée. Il n'est pas inquiété pour ce meurtre.
Six jours après ce crime, le 13 janvier 1994, Guy Georges agresse, avec l'aide d'un couteau, une animatrice radio travaillant pour Radio Nostalgie, Annie Le Fléouter, sous le porche du logement où elle réside, rue du Père-Corentin.
« Le tueur de l'Est parisien » (comme la presse le surnommera plus tard) récidive le 8 novembre 1994 en assassinant Elsa Benady (vingt-deux ans) dans le parking souterrain de sa résidence, dans le 13e arrondissement.
Dans la nuit du 9 au 10 décembre 1994, Guy Georges assassine l'architecte néerlandaise Agnès Nijkamp, âgée de trente-trois ans. Elle est retrouvée par son compagnon, égorgée à son domicile dans le 11e arrondissement. Elle a été violée. C'est le quatrième meurtre de Guy Georges qui vit alors comme un marginal, errant de squat en squat, passant ses journées à boire et à voler dans les commerces.
Six mois plus tard, le 16 juin 1995, Élisabeth Ortega échappe de peu à une tentative de meurtre du tueur de l'Est parisien. Malheureusement pour l'avancement de l'enquête, elle décrit dans un portrait-robot son agresseur comme ressemblant à un Maghrébin et non au métis qu'est Guy Georges. Du fait de cette erreur, l'enquête piétine.
Le 8 juillet 1995, Guy Georges s'en prend à Hélène Frinking, une femme de vingt-sept ans, qui est violée et tuée dans son appartement en rentrant d'une soirée. Cette année-là, l'affaire du « tueur de l'Est parisien » commence à faire la une des médias, les enquêteurs parvenant à faire le lien entre différents crimes. Mais ils ont alors peu d'éléments : une trace de pied grec (improprement appelé « pied égyptien » par les enquêteurs) relevée lors de l'homicide d'Hélène Frinking, un portrait-robot peu ressemblant, et trois traces ADN du même auteur.
Le 25 août 1995, Guy Georges, déjà indicateur des renseignements généraux concernant les squats politiques, est à deux doigts d'être démasqué après une agression manquée chez Mélanie Bacou, dans le quartier du Marais. Reconnu et dénoncé à la police, Georges est placé en détention provisoire pour agression sexuelle. Très rapidement, l'enquête sur l'affaire du « tueur de l'Est parisien » se tourne vers la personnalité de Guy Georges, dont les antécédents paraissent concordants avec les cinq meurtres et la tentative de meurtre du « tueur de l'Est parisien ». Il donne volontairement un échantillon de son ADN. Quand on lui demande lors de son procès pourquoi il a accepté, il répond : « Je voulais qu'ils m'arrêtent ».
En septembre 1995, Guy Georges est extrait de sa prison et est placé en garde à vue pour les crimes du « tueur de l'Est parisien ». Il échappe de nouveau, inexplicablement, à une qualification sexuelle des faits qui lui sont reprochés et n'est donc pas confondu. Il a encore plus de chance lorsque sa photo est présentée à l'une de ses anciennes victimes, Élisabeth Ortega, qui ne le reconnaît pas. La comparaison avec l'ADN suspect n'est pas faite. Il est ainsi mis hors de cause, ce qui a pour effet de renforcer son sentiment d'invincibilité face aux autorités.
En détention provisoire, Guy Georges est seulement poursuivi pour l'agression sexuelle commise à l'encontre de Mélanie Bacou. Il est condamné à 30 mois de prison ferme pour ces faits.
Guy Georges est libéré le 5 juin 1997, après vingt et un mois de détention.
Le 2 juillet 1997, moins d'un mois après sa libération, Guy Georges s'introduit chez Estelle Fouque. Il tente de la violer, mais la victime crie et le fait fuir. Après cette tentative de viol manquée, Georges récidive quelques semaines plus tard.
Le 23 septembre 1997, Guy Georges s'en prend à Magali Sirotti, étudiante de dix-neuf ans, qui est violée puis poignardée dans son appartement. Il s'agit de son sixième meurtre.
Le 28 octobre 1997, Guy Georges agresse Valérie Lauzanne dans son escalier avant de prendre la fuite, laissant sa victime en vie.
Dans la nuit du 15 au 16 novembre 1997, Guy Georges s'attaque à Estelle Magd (vingt-cinq ans) qu'il viole et poignarde à mort. La jeune femme est retrouvée à son domicile, violée et égorgée dans son lit. Ce sera la dernière victime du tueur que la presse surnomme désormais « la bête de la Bastille ».
Après le meurtre d'Estelle Magd, à la fin 1997, les enquêteurs, appartenant jusque-là à quatre groupes différents de la Brigade criminelle (d'où une guerre des polices), sont définitivement parvenus à faire le lien entre les différents crimes, et l'existence d'un tueur en série dans la capitale est donc avérée. Conscient de l'enquête sans précédent qui est en train d'être menée (notamment une enquête scientifique inédite de comparaison d'ADN menée à l'échelle nationale par le juge d'instruction Gilbert Thiel), Guy Georges quitte temporairement Paris. Il y revient cependant quelques mois plus tard. C'est à ce moment que l'enquête scientifique porte enfin ses fruits et que le laboratoire de génétique moléculaire du CHU de Nantes, dirigé par Olivier Pascal, parvient à identifier et à recouper les traces d'ADN laissées sur les lieux des crimes comme étant celles de Guy Georges.

### Liste des victimes connues
| Date              | Identité                   | Âge | Profession / Activité / Statut     | Lieu                                          |
| ----------------- | -------------------------- | --- | ---------------------------------- | --------------------------------------------- |
| novembre 1976     | Roselyne Derouineau        | ?   | Sa sœur adoptive                   | Noyant                                        |
| 31 mars 1978      | Christiane Derouineau      | ?   | Sa sœur adoptive                   | Noyant                                        |
| 6 février 1979    | Pascale C.                 | 20  | ?                                  | Maine-et-Loire                                |
| 5 mai 1980        | Jocelyne S.                | 24  | ?                                  | Angers                                        |
| 16 mai 1980       | Roselyne C.                | 33  | ?                                  | Angers                                        |
| 16 novembre 1981  | Nathalie David             | 18  | ?                                  | Paris (14e)                                   |
| 7 juin 1982       | Violette K.                | ?   | ?                                  | Avenue Foch, Paris (16e)                      |
| 27 février 1984   | Pascale Nix                | 22  | Étudiante                          | Nancy                                         |
| 24 janvier 1991   | Pascale Escarfail          | 19  | Étudiante en lettres à la Sorbonne | 41 rue Delambre, Paris (14e)                  |
| 22 avril 1992     | Éléonore P.                | 22  | Étudiante                          | Boulevard Malesherbes, Paris (17e)            |
| 7 janvier 1994    | Catherine « Cathy » Rocher | 27  | Assistante de marketing            | 70 boulevard de Reuilly, Paris (12e)          |
| 13 janvier 1994   | Annie Le Fléouter          | 28  | Animatrice radio                   | 11 rue du Père-Corentin, Paris (14e)          |
| 8 novembre 1994   | Elsa Benady                | 22  | Attachée de presse                 | 110 boulevard Auguste-Blanqui, Paris (13e)    |
| 9 décembre 1994   | Agnès Nijkamp              | 33  | Architecte d'intérieur             | 75 rue du Faubourg-Saint-Antoine, Paris (11e) |
| 16 juin 1995      | Élisabeth Ortega           | 23  | Psychomotricienne                  | 40 rue des Tournelles, Paris (4e)             |
| 8 juillet 1995    | Hélène Frinking            | 27  | Étudiante en psychologie           | 213 rue du Faubourg-Saint-Martin, Paris (10e) |
| 25 août 1995      | Mélanie Bacou              | 20  | ?                                  | Rue au Maire, Paris (3e)                      |
| 2 juillet 1997    | Estelle Fouque             | 24  | Monteuse pour le cinéma            | Rue Jean-Pierre-Timbaud, Paris (11e)          |
| 23 septembre 1997 | Magali Sirotti             | 19  | Étudiante                          | 71 rue d'Hautpoul, Paris (19e)                |
| 28 octobre 1997   | Valérie Lauzanne           | 25  | Responsable commerciale            | Rue Saint-Sulpice, Paris (6e)                 |
| 15 novembre 1997  | Estelle Magd               | 25  | Secrétaire chez MK2                | 12 rue de la Forge-Royale, Paris (11e)        |

### Interpellation
De nombreuses équipes de policiers sont alors mobilisées pour arrêter le tueur, avec à leur tête Martine Monteil, nouvelle cheffe de la Brigade criminelle. C'est après une surveillance de tous les lieux que Guy Georges a l'habitude de fréquenter, et malgré une ultime et retentissante nouvelle bavure (la presse annonce son identité sur les ondes le matin même du jour qui va être celui de son arrestation, alors qu'il est recherché par toutes les polices et ne sait pas qu'il a été identifié), qu'il est repéré le 26 mars 1998 vers 12 h 30 par deux policiers en patrouille à la sortie du métro Blanche. Guy Georges se rend au supermarché Monoprix, juste en face, où il est interpellé à 12 h 45 au rayon parapharmacie. Il est immédiatement incarcéré à la Prison de la Santé.
Le 26 décembre 2000, quelques semaines avant son procès, Guy Georges tente de s'évader en compagnie de deux autres détenus en sciant les barreaux de sa cellule,. Cette tentative d'évasion est classée sans suite, par le parquet de Paris, le 11 septembre 2001 ; le magistrat qui a rédigé l'ordonnance précisant que « le transport et la comparution devant le tribunal correctionnel de Paris de trois détenus dangereux qui n'ont rien à perdre posent de sérieux problèmes de sécurité ».
Analysant les nombreuses lettres envoyées à une amie suivant son arrestation, les psychiatres notent que « la chasse en pleine nature, et les questions de comportement animal étaient constamment présentes dans sa conversation et montraient une identification atavique avec la domination et la prédation ».

#### Critique sur la vitesse de l'investigation
Anne Gautier, la mère de l'étudiante néerlandaise en psychologie Hélène Frinking, assassinée par Guy Georges en 1995, est la principale voix critique face à l'investigation de la police française :

« Ce n'est que lorsque j'ai alerté la presse sur des coïncidences entre les meurtres qu'il y a eu un tollé.
J'ai constaté que la police judiciaire n'a même interrogé les voisins d'Hélène que 23 mois après son assassinat […] Le portrait d'identité d'Élisabeth Ortega a été dressé 28 mois après son agression, mais les descriptions précises des autres survivants et témoins [dans au moins quatre autres cas] ont été ignorés. J'ai été traitée avec condescendance, comme une « pauvre petite femme », et on m'a dit que les liens dans l'affaire Guy Georges avaient été manqués parce que la police était surchargée de travail. Ils ont été distraits par les attentats terroristes de 1995 et ont accordé bien plus d'importance à l'enquête de 1997 sur la mort de la princesse Diana, lorsque toute la force a été mobilisée pour satisfaire l'opinion publique. […] Si vous défiez la police française, elle est arrogante et prétend être la meilleure du monde, mais elle a arrêté Guy Georges au moins trois fois pour des délits connexes sans le lier aux meurtres, même s'il a laissé bon nombre d'indices. »

Anne Gautier tentera de créer un lobby pour dénoncer les échecs policiers et administratifs, qui incluaient au moins 70 meurtres non résolus de jeunes femmes les années précédentes. Toutefois, d'autres parents de victimes l'accuseront de vouloir attirer l'attention médiatique.

### Procès et condamnation
Lors de son procès qui débute le 19 mars 2001, Guy Georges commence par nier tous les meurtres, puis sa défense se fissure sous la pression des avocats. Solange Doumic, avocate de la famille Escarfail, obtient de lui un demi-aveu le 24 mars ; et le 27 mars, il finit par avouer lorsqu'il se trouve confronté à sa victime rescapée, Élisabeth Ortega. En pleurant, il reconnaît sept meurtres et une agression. Les deux avocats de Guy Georges, Alex Ursulet et Frédérique Pons (l'ex-épouse de celui-ci et qui a bien voulu l'assister), ne peuvent désormais plus poursuivre leur stratégie de tout nier en bloc et adoptent celle de la rédemption. Le Telegraph commente : « Le soulagement que son règne de terreur soit terminé fut assombri par la réalisation que seule une incompétence policière extraordinaire lui a permis de rester libre, de tuer aussi longtemps ».
Le 5 avril 2001, Guy Georges est condamné à la réclusion criminelle à perpétuité assortie d'une période de sûreté de 22 ans.
Son premier avocat, François Honnorat, disait se sentir partagé dans son propre jugement sur « la punition appropriée pour le voyage criminel d'un enfant perdu que la société avait traité comme un déchet », ainsi écrit par The Guardian. « J'ai demandé aux psychiatres s'ils pouvaient trouver une solution pour lui éviter un confinement perpétuel », disait-il. « Leur réponse était claire : Georges n'était pas fou et était pleinement responsable de ses actes. Ils disaient qu'il y avait deux chemins pour un homme de son type. Il était prédestiné à devenir un meurtrier ou un héros de guerre ».

#### Vie en prison
Depuis son incarcération à la maison centrale d'Ensisheim, Guy Georges fait l'objet d'une fascination macabre de la part de jeunes femmes avec qui il échange de nombreux courriers. En 2004, une étudiante en droit va le voir régulièrement au parloir et tombe sous son charme. En 2019, il fréquenterait une jeune étudiante en cinéma qu'il recevrait une fois par mois au parloir.
Anne Gautier, la mère d'Hélène Frinking, qui avait mené une « co-enquête », parallèlement à l'enquête policière, et s'était isolée dans un couvent pendant le procès pour apprendre le pardon, a longuement correspondu avec lui. En 2001, elle n'était pas présente au procès car « ce n'était pas son truc », mais lorsqu'elle apprend qu'il demande pardon, elle lui écrit une lettre et il répond. Elle écrit qu'elle n'est pas en mesure de lui pardonner car ce n'était pas elle qu'il a attaquée. Il répond que lui non plus n'a pas pu dormir la nuit du 7 au 8 juillet 1995 (date à laquelle il assassine l'étudiante néerlandaise), et que « je vous dois tellement car je vous ai pris tellement ». Au fil du temps, Anne Gauthier et Guy Georges correspondent « presque comme des confidents », et elle commence à penser qu'il « n'est pas un monstre, mais un homme que les circonstances ont conduit à être qui il est ». Elle espère que les psychologues français étudient leurs interactions, afin de mieux comprendre l'esprit d'un tueur en série, ce qui pourrait inciter les gens à plutôt aider ce genre d'individus.
Après cette affaire, Élisabeth Guigou, ministre de la Justice, obtient la mise en place d'un fichier regroupant les empreintes génétiques recueillies lors d'enquêtes de police : le Fichier national automatisé des empreintes génétiques (FNAEG). Le juge d'instruction Gilbert Thiel, alors chargé de l'affaire, avait regretté l'absence d'un tel moyen de recoupement qui aurait pu permettre de confondre Guy Georges après le cinquième meurtre.
Guy Georges est admissible à la libération conditionnelle depuis mars 2020, fin de sa période de sûreté. Il n'en a pas fait la demande conformément à ce qu'il avait déclaré à la fin de son procès : « Je vais m’infliger une peine. Je ne sortirai jamais de prison, vous serez tranquilles. », « Quoi qu’il arrive maintenant, je recommencerai jamais et même si vous l’acceptez pas, je demande encore pardon »,.